# Гудоваць
45°53′ пн. ш. 16°47′ сх. д. / 45.88° пн. ш. 16.78° сх. д.
Гудоваць (хорв. Gudovac) — населений пункт у Хорватії, у Б'єловарсько-Білогорській жупанії у складі міста Б'єловар.

## Населення
Населення за даними перепису 2011 року становило 1 095 осіб.
Динаміка чисельності населення поселення: